# Żełtoksan
Żełtoksan (kaz. Желтоқсан көтерілісі) – protesty na tle narodowościowym, które wybuchły w 16 grudnia 1986 roku w stolicy Kazachstanu (wówczas części ZSRR), Ałma-Acie. Bezpośrednią przyczyną protestów było odsunięcie od władzy długoletniego przywódcy Komunistycznej Partii Kazachstanu Dynmuchameda Kunajewa oraz zastąpienie go Rosjaninem Giennadijem Kołbinem, na mocy decyzji Michaiła Gorbaczowa. Głównymi uczestnikami protestów byli młodzi ludzie. Według różnych źródeł, w protestach brało udział od 11 do 40 tys. osób.
Podczas protestów Nursułtan Nazarbajew namawiał publicznie młodzież do rozejścia się. Kazachskie władze mówiły, że w protestach uczestniczą „nacjonaliści, narkomani i alkoholicy”. Protesty zostały stłumione przez KGB 19 grudnia 1986 roku. Wielu protestujących trafiło do więzień lub straciło pracę, zaś część osób została wywieziona z Ałma-Aty. Wywiezieni z miasta mieli wrócić do domu samodzielnie, bez obuwia chroniącego stopy przed śniegiem.
Według niezależnych źródeł rosyjskich w protestach zginęło 168 osób – studentów, osób postronnych oraz milicjantów.
25 lat po stłumieniu protestów wybuchły w rozruchy w Żangaözen, które także zostały krwawo stłumione.